# 法嗣
法嗣（ほうし、はっす）は、師匠の教えを受け継いだ人のこと。
師資相承（ししそうしょう）により、師から仏の法と印可を継承し、またその法を後の弟子に伝える人。仏法上の弟子。主に禅宗や密教で用いられる用語。禅宗では「はつす」あるいは「はっす」と読む。また「ほっし」と読む場合もある。